# Buciumi (Bacău)
Buciumi é uma comuna romena localizada no distrito de Bacău, na região de Moldávia. A comuna possui uma área de 24.00 km² e sua população era de 3163 habitantes segundo o censo de 2007.